# Joan Morgan
Pour les articles homonymes, voir Morgan.
Joan Morgan, née le 1er février 1905 à Forest Hill, un quartier de Londres, en Angleterre, et morte le 22 juillet 2004 à Henley-on-Thames, dans le Oxfordshire, est une actrice, scénariste, romancière et dramaturge britannique, spécialisée dans le roman policier. Elle a recours aux pseudonymes Joan Wentworth Wood et Iris North pour publier certaines de ses œuvres.

## Biographie
Fille du réalisateur britannique Sidney Morgan (en) et de l'actrice Evelyne Wood, elle est enfant acteur dès l'âge de 9 ans. Sa carrière d'actrice prend fin avec l'avènement du cinéma parlant. Elle devient scénariste pour le cinéma, puis pour la télévision.
Sa carrière de dramaturge s'amorce dans les années 1930. Elle signe en 1944 This Was a Woman, qui sera un gros succès sur une scène du West End londonien, avant d'être adapté au cinéma en 1948 par Tim Whelan et à la télévision en 1957 par George More O'Ferrall. 
Devenue romancière au début des années 1940, son titre le plus connu, Bois-Gibet (The Hanging Wood), paru en 1950, s'inspire d'un fait divers survenu en 1752, l’affaire Mary Blandy, où une jeune femme est pendue pour avoir empoisonné son père. Cette affaire criminelle est reprise en 1967 par Jean Stubbs dans son roman My Grand Enemy.
Madame Russell (Many Sided Mirror), publié en 1944, est adapté au théâtre en 1947, par Robert de Thiac, sous le titre La Perverse Madame Russel et joué au Théâtre Verlaine dans une mise en scène de Alfred Pasquali.
Pour Michel Amelin, collaborateur du Dictionnaire des littératures policières, « injustement méconnue, Joan Morgan est pourtant une romancière qui jette les bases du nouveau roman policier psychologique à l'anglaise. Elle mérite de sortir de l'oubli ».

## Œuvre littéraire

### Romans
- Many Sided Mirror (1944) Publié en français sous le titre Madame Russell, Begh (1947)
- The Hanging Wood (1950) Publié en français sous le titre Bois-Gibet, Plon, coll. « Le Ruban noir » no 6 (1954)

### Romans signés Joan Wentworth Wood
- Citizen of Westminster (1940)
- Honeymoon Merry-Go-Round (1940)
- The Hanging Wood (1950)
- Gentleman's Relish (1962)

### Pièces de théâtre signées Joan Wentworth Wood
- The Callbox Mystery (1932)
- The Flag Lieutenant (1933), tiré du scénario éponyme
- This Was a Woman (1944)

### Autres publications signées Joan Wentworth Wood
- Ding Dong Dell (1943), ouvrage sur les évacués pendant la Seconde Guerre mondiale
- The Casebook of Capability Morgan (1965)

## Filmographie

### En tant qu'actrice
- 1914 : The Cup Final Mystery, film britannique réalisé par Maurice Elvey
- 1914 : The Great Spy Raid, film britannique réalisé par Sidney Morgan (en)
- 1914 : Queenie of the Circus, film britannique réalisé par Charles Raymond (en)
- 1915 : The World's Desire, film britannique réalisé par Sidney Morgan
- 1915 : Iron Justice, film britannique réalisé par Sidney Morgan
- 1915 : The Woman Who Did, film britannique réalisé par Walter West
- 1915 : Light, film britannique réalisé par Sidney Morgan
- 1916 : The Reapers, film américain réalisé par Burton L. King
- 1916 : Temptation's Hour, film britannique réalisé par Sidney Morgan
- 1916 : The Perils of Divorce, film américain réalisé par Edwin August
- 1917 : The Last Sentence, film américain réalisé par Ben Turbett
- 1917 : Drink, film britannique réalisé par Sidney Morgan
- 1918 : Because, film britannique réalisé par Sidney Morgan
- 1919 : Her Greatest Performance (en), film britannique réalisé par Fred Paul (en)
- 1920 : Lady Noggs (en), film britannique réalisé par Sidney Morgan
- 1920 : The Scarlet Wooing (en), film britannique réalisé par Sidney Morgan
- 1920 : Little Dorrit, film britannique réalisé par Sidney Morgan
- 1920 : Two Little Wooden Shoes (en), film britannique réalisé par Sidney Morgan
- 1920 : The Children of Gibeon (en), film britannique réalisé par Sidney Morgan
- 1921 : The Road to London, film britannique réalisé par Eugene Mullin
- 1921 : A Lowland Cinderella (en), film britannique réalisé par Sidney Morgan
- 1922 : Dicky Monteith (en), film britannique réalisé par Kenelm Foss (en)
- 1922 : The Truants, film britannique réalisé par Sinclair Hill
- 1922 : The Lilac Sunbonnet (en), film britannique réalisé par Sidney Morgan
- 1922 : Swallow, film sud-africain réalisé par Leander de Cordova
- 1922 : The Crimson Circle, film britannique réalisé par George Ridgwell
- 1922 : Fires of Innocence (en), film britannique réalisé par Sidney Morgan
- 1923 : Curfew Must Not Ring Tonight, film britannique réalisé par Edward J. Collins
- 1924 : The Great Well (en), film britannique réalisé par Henry Kolker
- 1924 : Shadow of Egypt (en), film britannique réalisé par Sidney Morgan
- 1926 : The Woman Tempted (en), film britannique réalisé par Maurice Elvey
- 1928 : A Window in Piccadilly (en), film britannique réalisé par Sidney Morgan
- 1929 : Three Men in a Cart (en), film britannique réalisé par Arthur Phillips
- 1931 : Her Reputation (en), film britannique réalisé par Sidney Morgan

### En tant que scénariste

#### Pour le cinéma

##### Sous le nom de Joan Wentworth Wood
- 1931 : Contraband Love (en), film britannique réalisé par Sidney Morgan
- 1932 : The Flag Lieutenant, film britannique réalisé par Henry Edwards
- 1932 : The Callbox Mystery, film britannique réalisé par G.B. Samuelson (en), adaptation de la pièce éponyme
- 1933 : Chelsea Life (en), film britannique réalisé par Sidney Morgan
- 1933 : Mixed Doubles, film britannique réalisé par Sidney Morgan
- 1934 : Faces, film britannique réalisé par Sidney Morgan
- 1937 : The Minstrel Boy, film britannique réalisé par Sidney Morgan
- 1938 : Lily of Laguna, film britannique réalisé par Oswald Mitchell (en)

##### Sous le nom de Joan Morgan
- 1940 : Olympic Honeymoon (en), film britannique réalisé par Alfred J. Goulding
- 1948 : This Was a Woman, film britannique réalisé par Tim Whelan, adaptation de la pièce éponyme

#### Pour la télévision
- 1954 : The Martins' Nest, téléfilm britannique
- 1957 : This Was A Woman, épisode de la série télévisée britannique Armchair Theatre réalisé par George More O'Ferrall
- 1962 - 1963 : 2 épisodes de la série télévisée ITV Play of the Week (en)
- 1963 : Dr. Joanna Marlowe, téléfilm allemand réalisé par Wilm ten Haaf

## Sources
: document utilisé comme source pour la rédaction de cet article.
- Claude Mesplède (dir.), Dictionnaire des littératures policières, vol. 2 : J - Z, Nantes, Joseph K, coll. « Temps noir », 2007, 1086 p. (ISBN 978-2-910-68645-1, OCLC 315873361), p. 384.